# Mylonchulus sigmaturus
Mylonchulus sigmaturus är en rundmaskart. Mylonchulus sigmaturus ingår i släktet Mylonchulus, och familjen Mylonchulidae. Arten är reproducerande i Sverige.